# Loteria Federal
Loteria Federal é uma modalidade de loteria praticada no Brasil. Apesar de existir anteriormente, seu início oficial deu-se em 15 de setembro de 1962, quando o primeiro concurso pela Caixa Econômica Federal foi realizado, resultando num prêmio de 15 milhões de cruzeiros.
A loteria no Brasil possui uma longa história que remonta ao período colonial. A primeira ocorrência documentada de uma loteria no país foi em 1784, na cidade de Vila Rica (hoje Ouro Preto), em Minas Gerais. Os recursos arrecadados foram destinados à construção de importantes edificações públicas, como a Câmara dos Vereadores e a Cadeia Pública. Ao longo do tempo, o uso da loteria se expandiu, com o governo concedendo permissões, principalmente a instituições de caridade, como Santas Casas, orfanatos e hospitais, para evitar abusos, mas também a indivíduos privados.
Foi o imperador Dom Pedro II que trouxe regulamentação formal ao cenário das loterias por meio do decreto nº 357, de 27 de abril de 1844. Com a chegada da República, em 1889, a arrecadação das loterias foi reconhecida como parte integrante do orçamento federal.
Durante o século XX, a loteria brasileira passou por importantes transformações para aprimorar a confiança e a transparência. A administração das loterias era feita por concessionários privados, selecionados através de concorrência pública, com concessões que duravam cinco anos. O Grupo Peixoto de Castro, presidido por Pedro Raggio, emergiu como destaque, dominando o mercado até que o governo do presidente Jânio Quadros, no início da década de 1960, decidiu retirar a participação do setor privado nesse mercado, visando uma maior centralização e controle estatal sobre as operações lotéricas.
Os sorteios da Loteria Federal teve os resultados fornecidos pelo banco Caixa Econômica Federal, oferecido pelo Consórcio Nacional Nasser, uma antiga concessionária de carros e exibidos na Globo nos anos 80 e 90.
O sorteios ocorrem às quartas-feiras e aos sábados. São realizados 5 sorteios (denominados 1º prêmio, 2º prêmio, 3º prêmio, 4º prêmio e 5º prêmio). Em cada um dos 5 sorteios, é sorteado um número composto de 5 algarismos, de 00000 a 99999. Ganha quem acertar os 5 algarismos em qualquer um dos sorteios, mas há também os prêmios secundários, derivados dos principais. A premiação para quem acertar o 1º prêmio é de R$ 500 mil.
O bilhete pode ser adquirido inteiro ou em fração. Cada bilhete possui 10 frações (chamado "décimo") e a premiação é proporcional ao que você adquire.

## Sorteios Especiais
Há vários sorteios especiais durante o ano:
- Milionária Federal: sorteio 1 vez por mês, prêmio de R$ 1,350 milhão;
- Especial de Natal: sorteio em dezembro, com prêmio de R$ 1,350 milhão (por série).

## Probabilidade de acerto
A probabilidade de acerto do prêmio principal é:
- Série normal: 1 chance em 100.000
- Milionária Federal: 1 chance em 90.000
- Especial de Natal: 1 chance em 90.000 (por série)

## Curiosidades
Não é incomum que haja confusão e que as pessoas associem a Loteria Federal ao Jogo do Bicho, que é ilegal. Não há efetivamente nenhuma correlação entre os dois, mas quem relaciona ambos os jogos usam a lógica de compatibilidade entre os números dos bilhetes premiados e os da “Contravenção Animal”.